# Vichai Srivaddhanaprabha
Vichai Srivaddhanaprabha (thaï : วิชัย ศรีวัฒนประภา), dont le nom de famille jusqu'en 2012 était Raksriaksorn (thaï : วิชัย รักศรีอักษร), né le 4 avril 1958 à Bangkok (Thaïlande) et mort le 27 octobre 2018 à Leicester (Royaume-Uni), est un homme d'affaires et milliardaire thaïlandais, fondateur et président-directeur général de King Power International Group, leader du secteur du duty-free en Thaïlande, qui a trouvé la mort dans un accident d'hélicoptère aux abords du King Power Stadium, le stade du club anglais de football de Leicester City, dont il était président.

## Biographie

### Jeunesse
Vichai Srivaddhanaprabha est né dans une famille thaï-chinoise (en).

### Carrière
Vichai Srivaddhanaprabha est président-directeur général de King Power, qu'il fonde en 1989 en ouvrant une première boutique hors taxes à Bangkok et devenu le premier groupe thaïlandais de ce secteur. En décembre 2009, King Power a reçu le Mandat royal de nomination (en) du roi de Thaïlande lors d'une cérémonie en présence de Raksriaksorn. Il a été classé par le magazine Forbes comme le 9e homme le plus riche en Thaïlande. En 2016, sa fortune est estimée à 2,6 milliards d'euros.
Il achète le club anglais de football Leicester City en août 2010, qui évolue alors en English Football League, la seconde division anglaise. Il réussit à mener le club en Premier League et obtient un titre de champion d’Angleterre en 2016.
Le 10 février 2011, il prend la présidence du club. Son fils, Aiyawatt Srivaddhanaprabha (en), surnommé « Top » est le vice-président.
En mai 2017, il rachète le club de Oud-Heverlee Louvain qui évolue en Division 1B belge.

### Polo

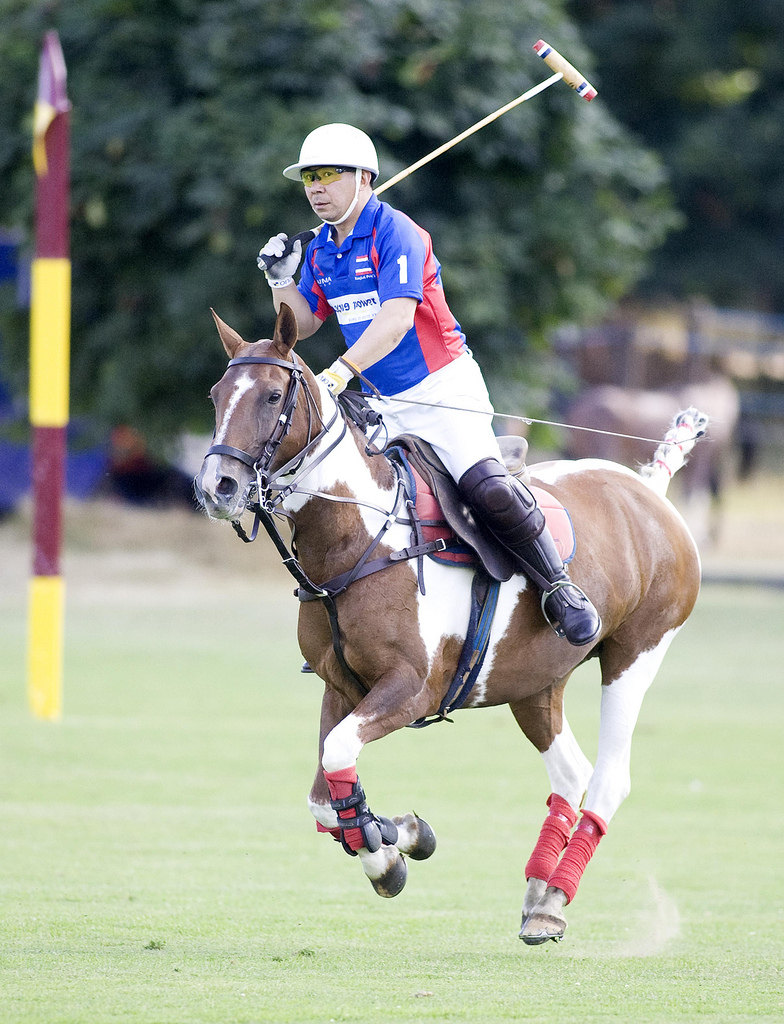
Vichai Raksriaksorn, joueur de polo au Ham Polo Club (2010).

Vichai Srivaddhanaprabha est un joueur de polo passionné et propriétaire du VR Polo Club à Bangkok. Il a également été le président de Ham Polo Club à Londres entre 2008 et 2012, fondé la Thailand Polo Association en août 1998 et reçu le statut national de l'association Thaïland Polo en janvier 2004.

### Mort accidentelle
Le 27 octobre 2018, après le match où son équipe recevait West Ham, Vichai Srivaddhanaprabha décolle de la pelouse du King Power Stadium à bord de l'un des deux hélicoptères AW169 lui appartenant et qu'il a l'habitude d'utiliser pour se rendre au stade. Selon les témoins, à peine dépassée la hauteur du toit, l'hélicoptère se met à tournoyer, probablement à la suite d'une défaillance du rotor de queue et chute brutalement. Il s'écrase dans l'enceinte du club, près d’un parking destiné à l'encadrement du club, et prend feu, provoquant la mort de ses cinq occupants, : Vichai Srivaddhanaprabha, deux de ses collaborateurs, Nursara Suknamai (actrice, ancienne finaliste de Miss Univers Thaïlande) et Kaveporn Punpare, ainsi que le pilote Eric Swaffer et la compagne de celui-ci, Izabela Roza Lechowicz,.

## Vie privée
Vichai Srivaddhanaprabha est marié à Aimon Srivaddhanaprabha, et a quatre enfants, Voramas (née en 1981), Apichet (né en 1982), Arunroong (né en 1984) et Aiyawatt (en) (né en 1985),. 
En février 2013, on apprend que le nom de famille honorifique « Srivaddhanaprabha » a été décerné à Vichai et sa famille par le roi de Thaïlande. « C'est le plus grand honneur de notre famille de recevoir ce nom de manière royale » a affirmé Vichai Srivaddhanaprabha. « Le nom “Srivaddhanaprabha” transmet des attributs positifs à l'industrie et apporte la prospérité à notre famille. Nous avons maintenant officiellement changé notre nom de famille depuis qu'il a été publié dans la Gazette royale à la fin de 2012 ».